# Walter Kohl
Walter Kohl (n. 16 iulie 1963, Ludwigshafen am Rhein, Germania) este un economist, autor și istoric german.

## Date biografice
Walter este primul născut dintre cei doi fii ai Hanelorei și fostului cancelar german Helmut Kohl. El a copilărit în Ludwigshafen am Rhein. Contrar așteptărilor n-a avut o copilărie prea fericită. După cum declară într-o emisiune TV din februarie 2011, a avut o serie de probleme cu copiii în școala elementară. În prima zi de școală s-a bătut pentru onoarea familiei. Sosește acasă acoperit de glorie și de noroi, spre dezolarea mamei sale. Tatăl său era ocupat aproape tot timpul cu problemele politice. După bacalaureat a fost recrutat în 1982 pe timp de doi în armată. Între 1985 - 1989 studiază economia și istoria la Universitatea Harvard în Statele Unite. A mai urmat un curs de economie între 1989-1990 la universitatea din Viena. Lucrează ca analist financiar la Morgan Stanley, o bancă de investiții americană din New York.
După 9 ani petrecuți în străinătate se reîntoarce în 1994 în Germania. Aici lucrează ca director centrul comercial la "Kaufhof Holding AG" și Metro AG, Köln iar ulterior tot într-un post de conducere la "Metro Immobilien AG". Din 2005 este liber profesionist și fondează cu soția sa "Firma Kohl & Hwang" o firmă care face livrări pentru industria de automobile din diferite țări din Asia.

## Publicații
În 20011 publică cartea "Leben oder gelebt werden: Schritte auf dem Weg zur Versöhnung" (Despre viață sau cum ar trebui ea trăită: Primii pași făcuți pentru împăcare), 2011, editura Integral, München, ISBN 3-7787-9204-0, ISBN 978-3-7787-9204-9